# Plan de Ayala (Dolores)
Plan de Ayala är en ort i Mexiko.   Den ligger i kommunen Villa Corzo och delstaten Chiapas, i den sydöstra delen av landet, 700 km sydost om huvudstaden Mexico City. Plan de Ayala ligger 576 meter över havet och antalet invånare är 110.
Terrängen runt Plan de Ayala är huvudsakligen kuperad, men den allra närmaste omgivningen är platt. Plan de Ayala ligger nere i en dal. Runt Plan de Ayala är det ganska glesbefolkat, med 24 invånare per kvadratkilometer. Närmaste större samhälle är San Pedro Buenavista, 6,6 km sydost om Plan de Ayala. I omgivningarna runt Plan de Ayala växer huvudsakligen savannskog.